# نيو كولومبيا
نيو كولومبيا (بالإنجليزية: New Columbia)‏، هي منطقة غير متحدة تقع في مقاطعة ماساك، في ولاية إلينوي، الولايات المتحدة. تقع نيو كولومبيا على بعد 16كم جنوب شرق فيينا.